# 우리 집의 여우신령님.
《우리 집의 여우신령님.》(我が家のお稲荷さま。 와가야노 오이나리사마.[*])은 시바무라 진이 글을 쓰고, 호텐에이조가 삽화를 그린 라이트 노벨로, 아스키 미디어 웍스의 제10회 전격게임3대상의 소설 부문에서 금상을 수상한 작품이다. 대한민국에서는 익스트림 노벨(학산문화사)에서 번역 발행되고 있다.
전격 코믹 가오! 2007년 4월호부터 마츠카제 스이렌에 의해 만화가 연재되고 있다. 그리고 같은 해, 10월 10일에 애니메이션화가 발표되었으며, 2008년 4월 6일에 방영하여, 같은해 9월 17일에 종영되었다..

## 줄거리
먼 옛날, 물의 기운을 다루는 미츠치 가문은 수호신으로서  대영호의 칭호를 가진 여우를 떠받들고 있었다. 쿠우겐이라는 이름을 가진 여우로 오랫동안 살아오면서 쌓은 막대한 영력으로 인해 술법에 능하고 현명하였으나, 그와 동시에 장난치는 것을 좋아하였다. 하지만, 장난의 도가 인간에게는 너무나 지나쳤던 탓에 미즈치 가문의 사제과 싸우게 되었고, 일곱 밤을 지세운 끝에야 미즈치 가문이 소유한 뒷산의 사당에 봉인되었다.
시간이 지나 어느 날, 미즈치 가문의 후손인 타카가미 형제의 차남 "토오루"는 처음 보는 여성에게 부름을 받는 꿈을 꾸고, 그리고 이상한 기운을 느낀 미즈치 가문을 이끄는 할머니는 타카가미 형제를 부른다. 토오루가 꾼 꿈의 이야기를 들은 할머니는 요괴에게 노려지고 있음을 확신하고, 요괴가 찾아올 것에 대한 대책으로서 수백년 동안 봉인하고 있던 천호 쿠우겐을 해방시킨다. 전설과는 달리, 경박한 그 자체! 요괴를 퇴치한 쿠우겐은 다시 사당으로 돌아가 봉인될 터였지만, 노보루와 토오루를 마음에 들어하고 타카가미 형제의 수호신이 되기로 한다. 그리고 코우는 쿠우겐을 보좌함과 동시에 감시하고 타카가미 형제를 지키기 위해 형제와 함께 살아가게 된다.

## 등장인물

### 타카가미 가
천호 쿠우겐 (天狐空幻)
성우 - 나카무라 유이치 (남), 유카나 (여)
미즈치 가문의 수호신으로 오랜 세월동안 살아옴과 동시에 강대한 영력을 가지면서 천호의 지휘에 오른 여우이다. 호쾌하고 장난을 치는 것을 좋아하여, 심한 말썽을 일으키는 바람에 1주일간의 싸움 끝에 미즈치의 사제에 의해 수세기 동안 봉인되어 있었으나, 강한 영적인 힘을 지닌 타카가미 가의 차남인 토오루를 노리는 요괴들로부터 지키기 위해 풀려나, 토오루에 의해 타카가미 가에서 함께 살아가며 지켜주게 되었다. 차남인 토오루에 의해 쿠우(クー)란 애칭을 얻었으며, 스스로도 마음에 들어 한다.
타카가미 토오루 (高上透)
성우 - 시마무라 유우
초등학교 6학년인 타카가미 집안의 차남으로 노보루의 남동생이다. 어머니인 미야코의 피를 타고나 강한 영적인 힘을 지녔으며, 그 힘을 노린 요괴들의 위협에서 봉인에서 풀려난 천호 쿠우겐을 수호신을 받아들여 함께 살게 되었다. 상냥하고 온화하여 웬만한 경우에는 잘 화내지 않지만, 다른 이의 거짓말조차 믿어버릴 만큼 순진한 면이 있지만, 대체적으로 똑부러지는 성격을 지녔다. 쿠우겐에게 애칭으로 쿠우를 붙여준 장본인이기도 하다.
타카가미 노보루 (高上昇)
성우 - 미즈시마 타카히로
고등학교 2학년에 재학 중인 타카가미 집안의 장남이자, 현 당주로 토오루의 형이다. 아카기 고등학교에 다니고 있으며 부는 배드민턴부에 소속한다. 어릴 적부터 집안 일을 모두 도맡고 있어, 주부에게 지지 않는 수준의 요리 실력을 지녔다. 남동생인 토오루와는 달리, 아버지인 하루키의 피를 이어받아 영적인 힘은 없으나, 형식적으로든 일단 당주인 탓에 그 이름을 알고 있는 모노노케들이 찾아오곤 한다. 쿠우겐이 풀려난 이후로는 여복이 많아졌지만 본인은 연애에 대해서는 둔감한 편이다.
코우 (コウ)
성우 - 하야미 사오리
미즈치 가를 따르는 수호녀로 천호와 함께 타카가미 형재를 수호함과 동시에 천호를 감시하는 명을 받들어 타카가미 가에서 함께 살게 된 무녀 차림의 소녀. 수기(水気)를 다루는 술법이 특기이며 정의감과 책임감이 강해, 호위와 관련된 일에는 훌륭하다.  그러나 사회에 관한 지식이 없는 탓에 집안 일과 산수에는 도움 없이는 할 수 없는 서툰 면이 있다.
타카가미 하루키 (高上春樹)
타카가미 형제의 아버지로 버스 운전수를 직업으로 삼고 있다. 대학시절에 미야코와 만나 결혼하였으며 노보루와 토오루를 얻는 대신, 미야코를 잃고 홀로 두 아들을 키워왔다.
타카가미 미야코 (高上美夜子)
성우 - 호리에 유이
노보루와 토오루의 이미 세상을 떠난 고인이 된 어머니로, 수기를 다루는 미즈치의 사제로서 태어났다. 태어난 직후부터 수기를 받들게 되기 때문에, 몸과 마음을 모두 무리하게 만들어 30세를 넘기지 못하는 미즈치의 사제의 운명에서 벗어나지 못하고 미야코 또한 30세의 나이로 세상을 떴다. 대학교에 입학한 후에 지금의 남편인 하루키를 만나 가출과 동시에 결혼하여 노보루와 토오루를 낳았다. 죽은 후에는 토오루에 대한 걱정과 강한 영력에 의해 성불하지 못하고 구천을 떠돌았으나, 스즈노세에 온 쿠우의 도움으로 성불을 마치고 영계로 떠났다.
귀엽거나 부드러운 것을 보면 정신을 못차리고 엄청난 힘으로 안는 버릇에 의해 붙은 별명이 있었으니, 아나콘다 미야코(アナコンダ美夜子)였다.

### 주변인물들
에비스 (恵比寿)
성우 - 오노 다이스케
타카가미 집안이 있는 스즈노세 지역 토지신이자 편의점의 점장으로, 편의점이외에도 여러 가지 돈과 관련된 일을 하고 있다. 언제나 싱글벙글 온화하게 웃고 있는 젊은 사내의 모습을 하고 있다.
시기모리 (鴫守)
성우 - 미즈하시 카오리
무뵤의 분신으로, 무묘가 가진 토지의 일부인 아카기 마을의 토지 관리를 대신 맡고 있다. 항상 더블코드를 걸치고 양손에 늑대와 양의 머펫을 끼고 다니며 쾌활하고 재멋대로의 성격인 젊은 여성의 용모를 갖추고 있다. 보관하고 있던 역원(秘宝 사카사엔[*])을 잃어버리자, 되찾기 위해 이리저리 다니다가 타카가미 형제를 알게 되었다.
무뵤 (六瓢)
성우 - 미즈하시 카오리
아키기 마을의 원래 토지신, 한곳에 오래 머물 수 없는 유행신으로 각지에 있는 자신의 토지에 대신 자기 땅에 대리를 두고 있다. 아카기 마을에 큰 일이 벌어지고 있음을 감지하고 홋카이도에서 돌아왔다.
오가미 잇토 (拝一刀) & 다이고로(大五郎)
성우 - 야마구치 캇페이 & 이시카와 아야노
태어난 지 얼마 되지 않은 어린 아들을 데리고 방랑 중인 낯을 가리는 성격의 붉은 여우. 영적인 힘을 가지게 된 지 얼마 되지 않았으며, 무묘의 도움을 받아 아카기 고등학교의 직원실에 둥지를 틀었다. 쿠우에게 자신과 아들의 이름을 받았다. 다이고로는 태어난 지 얼마 안 되어, 아직 변신술이 서툴고 인간의 말을 할 수 없다.
천호 교쿠요 (天狐玉耀)
성우 - 하타노 와타루 (남), 타카하시 미카코 (여)
쿠우의 친동생, 빛을 받으면, 인간으로 둔갑하였을때의 검은 머리카락이 빛을 받으면 은색으로 보이는 특징을 지녔다. 문화재가 열리는 날, 쿠우와는 몇세기만에 만난 자리에서 함께 있었던 토오루에게서 타마(タマ)란 별명을 얻었으나, 그다지 맘에 들어하지 않는다.

### 노보루의 클래스메이트
사쿠라 미사키 (佐倉美咲)
성우 - 카노 유이
노보루의 동급생이자 같은 배드민턴부원이다. 노보루를 짝사랑하고 있지만, 눈치채지 못하고 있어 항상 겉돌고 있다. 그리고 질투심이 많아서 노보루 주위에 있는 여자애들(코우, 모미지)를 질투하고 있다.
미야베 모미지 (宮部紅葉)
성우 - 이토 시즈카
노보루의 동급생으로 합창부원이다. 학교의 아이돌적 존재로서 노보루에게 흥미를 가지고 그의 눈길을 끌려고 하고 있다. 이런 점에서는 미사키와는 서로 라이벌이다. 처음엔 조금 관심이 있었던 수준이지만 나중에는 진짜로 노보루를 좋아하게 된다.(노보루도 미야베에게 호감이 있는 듯)

## 출판 목록

### 라이트 노벨
- 지음: 시바무리 진
- 그림: 호텐에이조
- 퍼냄: 미디어웍스
- 레이블: 전격 문고 (전격 문고 매거진)
- 한국어판
  - 옮김: 김수현
  - 퍼냄: 학산문화사
  - 레이블: 익스트림 노벨

1. 2007년 1월 7일, ISBN 978-89-529-8836-2
2. 2007년 3월 7일, ISBN 978-89-529-8838-6
3. 2007년 5월 7일, ISBN 978-89-529-8839-3
4. 2007년 7월 7일, ISBN 978-89-529-8840-9
5. 2007년 8월 7일, ISBN 978-89-529-8841-6
6. 2007년 10월  7일, ISBN 978-89-258-0018-9
7. 2008년 7월 7일, ISBN 978-89-258-0919-9

### 만화
현재 전격코믹 가오!을 통해 마츠카제 스이렌에 의해 2007년 4월호부터 만화가 연재되고 있다.
- 지음: 마츠카제 스이렌
- 퍼냄: 미디어웍스
- 잡지: 전격코믹 가오!

1. 2007년 11월 27일, ISBN 978-4-8402-4112-0

## 애니메이션
우리 집의 여우신령님 제작위원회가 발족하여 이와사키 요시아키 감독의 지휘아래 ZEXCS에서 애니메이션으로 제작되었으며, 2008년 4월 6일부터 지바테레비에서 먼저 방영을 시작하였다..
애니메이션이 방영되기에 앞서, 세계관 소개 1편과 캐릭터 소개 영상 3편을 수록한 프로모션 비디오 《우리 집의 혁명(我が家のれぼりゅしょん 와가야노 레보루숀[*])》이 만화가 연재되고 있는 전격 코믹 가오! 3월호, 소설이 연재되고 있는 전격 문고 매거진 프롤로그 2, 전격 깡통 2월호에 부록으로 끼여서 판매되었다. 특전으로는 호텐에이조의 일러스트, 프로모션 비디오의 설정자료와 원화가 포함되어 있다.

### 부제목
1. 여우신령님, 봉인이 풀리다. (お稲荷さま。封印解かれる)
2. 여우신령님, 우리 집에 정착하다. (お稲荷さま。我が家に住みつく)
3. 여우신령님, 등교하다. (お稲荷さま。登校する)
4. 여우신령님, 수확하다. (お稲荷さま。収穫する)
5. 여우신령님, 금기를 범하다. (お稲荷さま。禁忌を侵す)
6. 여우신령님, 놀고먹다. (お稲荷さま。食い倒れる)
7. 여우신령님, 아기 여우를 안다. (お稲荷さま。子狐を抱く)
8. 여우신령님, 물건을 찾다. (お稲荷さま。探し物する)
9. 여우신령님, 대판 싸우다. (お稲荷さま。大立ち回る)
10. 여우신령님, 배신하다?! (お稲荷さま。裏切る!?)
11. 여우신령님, 고용살이에 나가다. (お稲荷さま。奉公に出る)
12. 여우신령님, 여행하다. (お稲荷さま。旅行する)
13. 여우신령님, 여고생이 되다. (お稲荷さま。女子高生になる)
14. 여우신령님, 전화를 걸다. (お稲荷さま。電話をかける)
15. 여우신령님, 교회에 가다. (お稲荷さま。教会へ行く)
16. 여우신령님, 꾹 참다. (お稲荷さま。辛抱する)
17. 여우신령님, 뒤쫓다. (お稲荷さま。追いかける)
18. 여우신령님, 추억을 얻다. (お稲荷さま。思い出をもらう)
19. 여우신령님, 고구마를 굽다. (お稲荷さま。芋を焼く)
20. 여우신령님, 다시 여행하다. (お稲荷さま。再び旅行する)
21. 여우신령님, 치료하다. (お稲荷さま。治療する)
22. 여우신령님, 파티에 쳐들어가다. (お稲荷さま。パーティーにのりこむ)
23. 여우신령님, 다이어트하다. (お稲荷さま。だいえっとする)
24. 여우신령님, 하츠모우데에 가다. (お稲荷さま。初詣に行く)

### 주제가
여는 노래 〈KI-ZU-NA 아득한 자에게(KI-ZU-NA 〜遥かなる者へ〜)〉
노래: 히토미 소라, 작사: 마츠이 고로, 작곡: 오카와 시게노부, 편곡:  후지다 쥰페이
첫 번째 닫는 노래 〈바람이 무언가를 말하려 하고 있어(風がなにかを言おうとしている)〉
노래: 코우(하야미 사오리) 작사: 마츠이 고로, 작고: 야마모토 켄타로, 편집: 우메보리 아츠시
두 번째 닫는 노래 〈행복의 언령(シアワセの言靈 시아와세노 코토다마[*])〉
노래: 코우(하야미 사오리), 쿠우(유카나), 타마(타카하시 미카코) 작사: 미우라 세이지, 작곡: Funta, 편집: Funta

## 참조
1. ↑  “제10회 전격 게임 3 대상 입상작품, 금상 《우리 집의 여우신령님》” (일본어). 미디어웍스. 2004년 4월 29일에 원본 문서에서 보존된 문서. 2008년 7월 11일에 확인함.
2. ↑  “전격문고 〈앨리슨＆리리아와 트레이즈〉와 〈우리 집의 여우신령님〉이 애니화!” (일본어). 전격문고 온라인닷컴. 2007년 10월 10일. 2007년 11월 21일에 확인함.
3. ↑  “여우신령님의 주 스테프와 성우가 밝혀지다! 게다가 캐릭터 원화를 공개” (일본어). 전격문고 온라인닷컴. 2007년 11월 10일. 2007년 11월 21일에 확인함.